# Hyphessobrycon amapaensis
Hyphessobrycon amapaensis är en fiskart som beskrevs av Axel Zarske och Géry, 1998. Hyphessobrycon amapaensis ingår i släktet Hyphessobrycon och familjen Characidae. Inga underarter finns listade i Catalogue of Life.